# Bitwa pod Kamionką Strumiłową (1920)

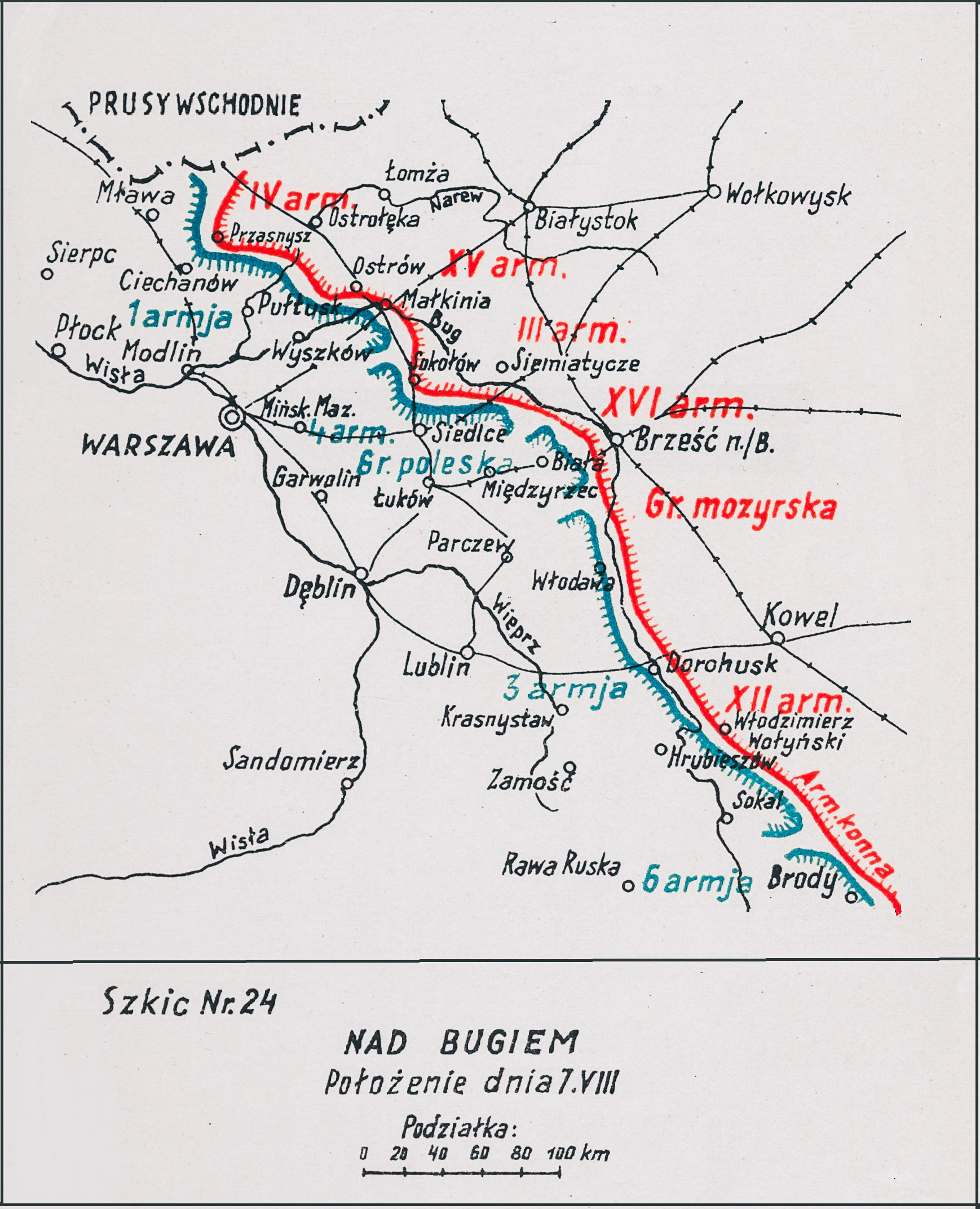
Adam Przybylski,
Wojna polska 1918–1921

Bitwa pod Kamionką Strumiłową – walki polskich Grupy Operacyjnej Jazdy gen. Jana Sawickiego i Grupy gen. Pawła Szymańskiego z 1 Armią Konną Siemiona Budionnego toczone w okresie ofensywy Frontu Południowo-Zachodniego w czasie wojny polsko-bolszewickiej.

## Geneza
W końcu lipca Naczelne Dowództwo Wojska Polskiego planowało uderzenie na prawe skrzydło nacierających wojsk Michaiła Tuchaczewskiego. Do przeprowadzenia operacji zamierzano użyć także jednostek ściągniętych z Frontu Południowo-Wschodniego generała Edwarda Rydza-Śmigłego. Warunkiem sukcesu było wcześniejsze pobicie 1 Armii Konnej Siemiona Budionnego w obszarze Brodów i Beresteczka.
Po pięciu dniach bitwy, szala zwycięstwa zaczęła przechylać się na stronę polską. Jednak sytuacja na Froncie Północnym, a szczególnie upadek Brześcia, zmusiła Naczelne Dowództwo Wojska Polskiego do przerwania bitwy.
W tym czasie dowódca sowieckiego Frontu Południowo-Zachodniego Aleksander Jegorow nakazał 1 Armii Konnej Budionnego zdobyć Lwów. Jej dywizje wdarły się w słabo obsadzoną lukę między polskimi 2 i 6 Armią, a 7 sierpnia pod Szczurowicami sforsowały Styr. 6 i 14 Dywizja Kawalerii z 45 Dywizją Strzelców miały działać zaczepnie w kierunku na Radziechów–Chołojów–Dobrotwór–Kamionkę Strumiłową, zaś 4 i 11 Dywizja Kawalerii na Busk. Północne skrzydło 1 Armii Konnej osłaniała walcząca pod Łuckiem 24 Dywizja Strzelców, a południowe 45 Dywizja Strzelców.
Działania opóźniające na tym kierunku prowadziła Grupa Operacyjna Jazdy generała Jana Sawickiego, a 3 Armia gen. Zygmunta Zielińskiego pozostawała jeszcze nad Styrem do 5 sierpnia; następnie rozpoczęła odwrót.

## Walki pod Kamionką Strumiłową
Celem powstrzymania ofensywnych działań 1 Armii Konnej Siemiona Budionnego, dowództwo polskiego Frontu Południowego postanowiło uderzyć Grupą Operacyjną Jazdy z rejonu Witkowa na Radziechów – Łopatyn, a Grupą Operacyjną gen. Pawła Szymańskiego, w składzie 19., 105, 40 pułk piechoty i sześć baterii artylerii, z rejonu na południowy zachód od Brodów.
Nocą z 10 na 11 sierpnia polska 1 Dywizja Jazdy zdobyła Radziechów i zepchnęła sowiecką 14 Dywizję Kawalerii na linię Rudenko – Chmielno. Działająca na lewym skrzydle Grupy Operacyjnej Jazdy 2 Dywizja Jazdy ubezpieczała akcję od północy i opanowała Stojanów. Atakujące w tym samym czasie oddziały Grupy Operacyjnej gen. Szymańskiego także odniosły sukcesy. 19 pułk piechoty w walce z oddziałami sowieckiej 4 Dywizji Kawalerii zdobył Toporów, a 40 pułk piechoty Stanisławczyk i przeprawy na Styrze.
12 sierpnia dowódca konarmii Siemion Budionny wydał podległym sobie oddziałom nowe rozkazy. 14 Dywizja Kawalerii  miała opanować jak najszybciej Kamionkę Strumiłową, a 4 i 6 Dywizja Kawalerii Busk. W tej sytuacji dowództwo Frontu Południowego skierowało 1 Dywizję Jazdy płk. Juliusza Rómmla i Grupę Operacyjną gen. Pawła Szymańskiego do uderzenia na Łopatyn. Niestety, zagrożona oskrzydleniem 1 Dywizja Jazdy musiała wycofać się z Radziechowa na Chołojów, a osamotnionej GO gen. Szymańskiego groziło okrążenie. Działający na kierunku Łopatyna 40 pułk piechoty dotarł do miejscowości i zastał tam silne oddziały kawalerii Budionnego. Na dodatek, w związku z przegrupowaniem polskiej 3 Armii do bitwy nad Wisłą, na lewym skrzydle Frontu Południowego powstała luka otwierająca kawalerii sowieckiej drogę na Lwów.
Aby zamknąć tę lukę, biorące udział w działaniach przeciw 1 Armii Konnej oddziały polskie dostały rozkaz oderwania się od nieprzyjaciela i obsadzenia linii Bugu. 1 Dywizja Jazdy wycofała się do Sielec i Dobrotwora, z powodzeniem odpierając natarcia 14 Dywizji Kawalerii. 19 pułk piechoty z GO gen. Szymańskiego zdołał zmylić czujność przeciwnika i bez walki wycofał się do Kamionki Strumiłowej. Mniej szczęścia miały 40 i 105 pułki piechoty, które w marszu odwrotowym zaatakowane zostały  przez 4 Dywizję Kawalerii i poniosły straty sięgające 30-40% stanów osobowych. Dowódcy pułków zdecydowali się na drogę okrężną i przez Busk 15 sierpnia przyprowadzili swoje oddziały do Kamionki Strumiłowej.
16 sierpnia pod miasto podeszła sowiecka 14 Dywizja Kawalerii. Jej zadaniem było uchwycenie przepraw na Bugu. Po dwudniowych walkach, 18 sierpnia po południu, oddziały polskie opuściły Kamionkę Strumiłową i pomaszerowały na Batiatycze.